# Eduardo Soria
Eduardo Soria (Reinosa, c. 1890-Valle Hermoso, 1945) fue un pintor español.

## Biografía
Habría nacido en 1890. Presentado como un pintor montañés, era natural de la localidad de Reinosa, si bien terminó instalándose en París, ciudad en la que acudió a la Academia Julian. Entre los nombres de sus cuadros se encuentran algunos como Perla negra, Mujer toledana, La sultana y Noche de España. Soria, que cultivó géneros como el paisaje y el retrato, expuso en la sala Whitcomb de Buenos Aires. Habría fallecido en 1945en la localidad argentina de Valle Hermoso.